# Halimium halimifolium subsp. multiflorum
Halimium halimifolium subsp. multiflorum é uma subespécie de planta com flor pertencente à família Cistaceae. 
A autoridade científica da subespécie é (Salzm. ex Dunal) Maire, tendo sido publicada em Catalogue des Plantes du Maroc 2: 494. 1932.
O seu nome comum é sargaça.

## Portugal
Trata-se de uma subespécie presente no território português, nomeadamente em Portugal Continental.
Em termos de naturalidade é nativa da região atrás indicada.

## Protecção
Não se encontra protegida por legislação portuguesa ou da Comunidade Europeia.